# Oude Graaf
De Oude Graaf is een waterloop in de Nederlandse provincie Limburg die ten westen van de Weerter buurtschap Vrakker ontspringt en in noordelijke richting stroomt, onder meer door het Weerterbos. Sinds 1917-1919 valt de beek onder het beheer van waterschap De Oude Graaf.
Nabij Hugten komt de waterloop uit op het Sterksels Kanaal, dat verder in noordwestelijke richting verloopt en uitwatert in het stroomgebied van de Kleine Dommel. Ook de Vloedlossing, die uit oostelijke richting komt, komt uit op het Sterksels Kanaal. Problemen hierbij bestonden uit wateroverlast bij hevige regenval, verdroging van natuurgebieden zoals het Weerterbos, en de vermenging van natuurlijk water met water dat van stedelijk- en landbouwgebied afkomstig is. De verdroging van het Weerterbos volgde op de kunstmatige ontwatering van dit oorspronkelijk natte bos, die na de Eerste Wereldoorlog tot stand is gekomen ten behoeve van de bosbouw.
Mogelijk was de Oude Graaf van oorsprong een natuurlijke beek, zoals kaarten uit het begin van de 19e eeuw laten zien. De huidige waterloop werd voornamelijk in de bedding van deze beek gegraven. Waar deze beek, ten zuidoosten van Hugten, de provinciegrens passeert zou een watermolen hebben gestaan. Toponiemen als Molenbrugweg en de boerderijnaam Molenhorst herinneren hier nog aan.
In 2010 werden werkzaamheden uitgevoerd die voorzagen in opvang van het overtollige water teneinde afvoerpieken te voorkomen, scheiding van het natuurlijk en stedelijk water, en vernatting van de natuurgebieden. In het verbeteren van de eigenlijke waterloop en haar zijbeken werd voorzien in 2015.
Een aantal bos- en moerasgebiedjes op de grens van het agrarisch gebied en het Weerterbos, in totaal 92 ha, zijn eigendom van Staatsbosbeheer en worden eveneens onder de naam Oude Graaf vernoemd.